# Cuisine lucanienne

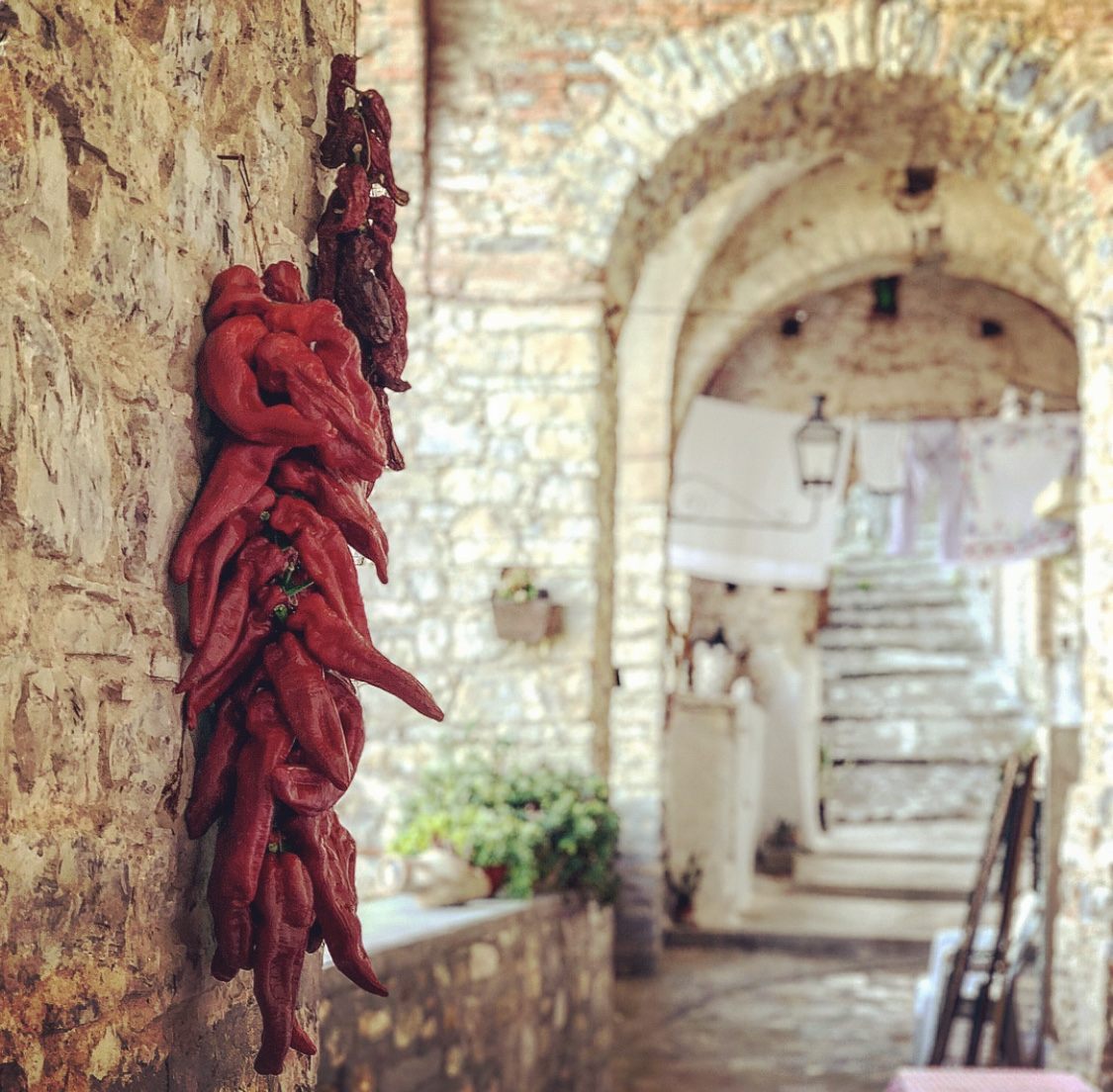
Peperoni cruschi, une variété de poivre sec typique de la cuisine lucanienne.

La cuisine lucanienne est la cuisine de la région de Basilicate en Italie. Elle est principalement basée sur l'utilisation de viande de porc et de mouton, de légumineuses, de céréales et de légumes, avec l'ajout d'arômes tels que les piments forts, les piments crus en poudre et le raifort. La gastronomie locale est, pour des raisons historico-culturelles, typiquement paysanne, basée sur des recettes simples et sur la culture de la réutilisation, en particulier de la viande et du pain.
Certains plats ont subi des variations et des enrichissements à l'époque moderne, perdant les connotations de cuisine « pauvre » qui les caractérisaient dans le passé. Le plus ancien manuscrit disponible sur la cuisine lucanienne remonte à 1524, par Antonio Camuria de Lagonegro, cuisinier au service de la famille Carafa,.

## Caractéristiques
La région est caractérisée par de nombreuses petites villes, villages et centres ruraux souvent séparés par des barrières géographiques, d'où la nécessité de cuisiner et de manger ce qui a été produit sur place, selon des techniques développées localement. Les recettes les plus courantes, qui passent d'une région à l'autre, d'un village à l'autre, prennent des connotations différentes, et sont réalisées avec des matières premières différentes. Le porc est un ingrédient fondamental de la cuisine lucanienne depuis l'époque de la Rome antique. Selon Marco Terenzio Varrone, c'est dans l'ancienne Lucanie (qui comprenait une grande partie de l'actuelle Basilicate) qu'est née la saucisse, appelée à l'époque lucanica, qui s'est ensuite répandue sur tout le territoire national et dont est issue la luganega, saucisse typique de l'Italie du Nord.
Poisson peu utilisé dans l'arrière-pays et seulement répandu sur les côtes limitées de la mer Tyrrhénienne. Dans le passé, la morue salée était la variété la plus courante dans les zones intérieures en raison de sa longue durée de conservation.
Parmi les légumineuses et les céréales les plus utilisées, on trouve les haricots, les pois chiches, les pois chiches, les fèves, l'orge et l'épeautre, qui sont largement utilisés dans différentes recettes telles que la crapiata et la ciaudedda, et élaborés pour la production du mischiglio, un mélange de farines datant du XVIe siècle, utilisé pour la préparation des plats servis sur les tables des comtes, barons, marquis et propriétaires des terres de Basilicate.
Les fruits ont toujours représenté un composant essentiel. Les figues, en particulier, étaient considérées comme un aliment polyvalent : elles étaient consommées aussi bien pendant les vacances que pendant les périodes de travail les plus intenses comme la récolte. Le raisin, outre la production de vins, a un usage culinaire dans la préparation des entrées (lagana chiapputa) et des desserts comme le pan minisc. Les fruits secs tels que les châtaignes sont utilisés de nombreuses façons dans les premiers et seconds plats, ainsi que dans les sucreries telles que les calzoncelli.
Le peperone crusco, une variété de poivron séché, est un élément clé de la cuisine régionale, au point d'être qualifié d'« or rouge de la Basilicate ». Il est consommé aussi bien comme en-cas que dans la préparation des entrées, des plats de résistance et des hors-d'œuvre, comme la pasta con i peperoni cruschi, la morue salée à la lucana et l'acquasale. Un élément aromatique très utilisé est le raifort, défini par les habitants de la Basilicate comme « la truffe du pauvre », historiquement commun sur les tables des ouvriers en raison de son coût accessible et de sa large diffusion sur le territoire. Le raifort est un ingrédient fondamental des condiments comme la ndruppeche, des plats principaux comme la rafanata ou en le mélangeant avec du pain et des pommes de terre pour préparer des boulettes, ainsi que pour aromatiser la viande.
Un condiment que l'on retrouve fréquemment dans les plats lucaniens est la chapelure qui, dans le passé, était considérée comme le « fromage du pauvre », représentant une alternative aux produits laitiers plus coûteux.
Ancien est l'art de la calzone, connu en Basilicate avec différents noms tels que pastizz ou falagone, datable au moins entre le XVIIIe et le XIXe siècle.